# Cryptocellus luisedieri
Espèce
Cryptocellus luisedieri est une espèce de ricinules de la famille des Ricinoididae.

## Distribution
Cette espèce est endémique du département de Nariño en Colombie. Elle se rencontre vers Ipiales.

## Description
Le mâle holotype mesure 7,67 mm.

## Étymologie
Cette espèce est nommée en l'honneur de Luis Edier Franco.

## Publication originale
- Botero-Trujillo & Perez, 2009 : A new species of Cryptocellus (Arachnida, Ricinulei) from the Kofan Territory in southwestern Colombia. Zootaxa, no 2050, p. 56-64.